# Raškovci
Raškovci (cyr. Рашковци) – wieś w Bośni i Hercegowinie, w Republice Serbskiej, w gminie Stanari. W 2013 roku liczyła 460 mieszkańców.